# Fragaria ×ananassa
Hybride
Parent  A  de l'hybridation 
  Fragaria virginiana 
×

Parent  B  de l'hybridation 
  Fragaria chiloensis 
Le fraisier cultivé (Fragaria ×ananassa), plus rarement appelé fraisier ananas, est une espèce hybride de fraisiers cultivée pour son fruit qui est la fraise de jardin. Ce fruit n'est en fait pas une baie au sens botanique, mais un faux-fruit. Il est mondialement apprécié pour son arôme caractéristique, sa couleur rouge brillant, sa texture juteuse, et sa douceur. Il est consommé en grande quantité, à la fois frais ou incorporé dans des aliments préparés comme des confitures, des compotes, des jus de fruits, des tartes, des crèmes glacées, ou des milkshakes.
Son succès a donné lieu à la synthèse d'un arôme artificiel largement utilisé dans de nombreux produits alimentaires industrialisés.
Le fraisier cultivé a été obtenu pour la première fois en Bretagne en France dans les années 1750 par croisement entre Fragaria virginiana de l'est de l'Amérique du Nord et Fragaria chiloensis qui a été rapporté du Chili par Amédée-François Frézier en 1714,.